# Луганськ-Північний
Луга́нськ-Півні́чний — вантажно-пасажирська залізнична станція Луганської дирекції Донецької залізниці.
Розташована на півночі м. Луганськ, Кам'янобрідський район, Луганської області на лінії Іллєнко — Родакове між станціями Луганськ (6 км) та Кіндрашівська (13 км).
Через військову агресію Росії на сході України транспортне сполучення припинене.